# Alerta Pergamino
Alerta Pergamino fue un servicio público de emergencias y seguridad ciudadana del gobierno municipal de la ciudad de Pergamino (Buenos Aires), fue inaugurado el 28 de febrero de 2006 por el Intendente de dicha localidad, Héctor María Gutiérrez.

## Estructura
El sistema, homologado con certificación IRAM-ISO 9001, permitió que los ciudadanos realicen alertas y alarmas ante robos, incendios, accidentes en la vía pública y otras situaciones de inseguridad o emergencia para dar conocimiento a las autoridades y facilitar su intervención, a través del número telefónico gratuito 108 y de las nuevas tecnologías de comunicación.

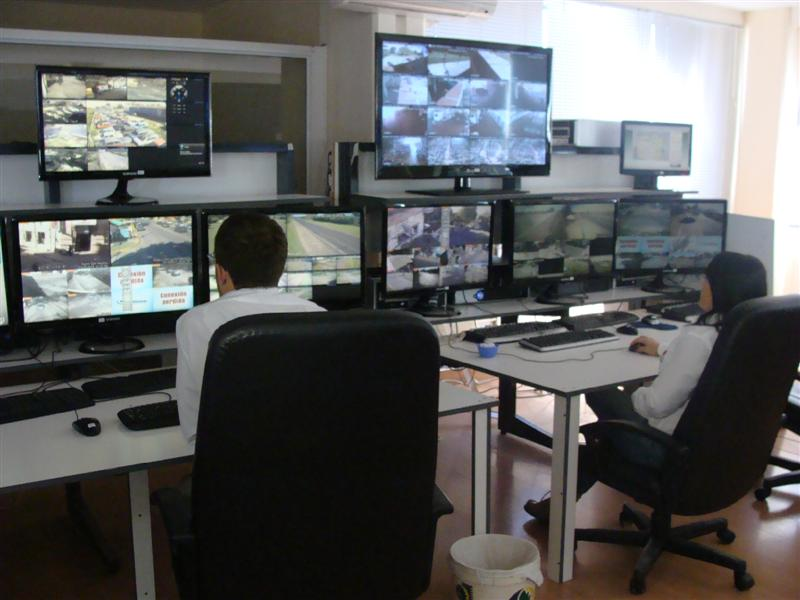
Operadores en el Centro de Atención y Monitoreo de Pergamino.

El Centro de Atención y Monitoreo de Seguridad Ciudadana Municipal administra una plataforma integral donde se reciben y almacenan las alertas enviadas por los habitantes del municipio a través de diversos canales tales como correo electrónico, página web, Facebook, Twitter y otras redes sociales, mensajes de texto (SMS), botones de pánico, lectoras de tarjetas de crédito, aplicaciones móviles para Blackberry, Android y iOS, y vehículos con sistema de seguimiento por GPS. Una vez recibidos, los datos son despachados a la policía, bomberos, hospitales, defensa civil, o al sistema de patrullas urbanas que vigilan la ciudad.
Además, comprende una red de 170 cámaras de seguridad instaladas en distintos puntos del ejido municipal, las cuales son monitoreadas durante las 24 horas del días desde el Centro de Atención de Seguridad Ciudadana Municipal.

## Finalidad
El sistema buscaba mejorar la política pública de seguridad del municipio de Pergamino a través de la incorporación de tecnologías de comunicación de vanguardia, incrementando la participación ciudadana en la planificación, control y evaluación de las políticas públicas de seguridad implementadas desde el Municipio, colaborando con instituciones del poder judicial y las fuerzas públicas de seguridad para hacer más eficiente la prevención, detección y solución del delito, accidentes y emergencias, sensibilizar e informar al ciudadano en relación con la adopción de medidas óptimas de seguridad y ofrecer imágenes y demás datos que sirvan para prevenir y esclarecer delitos.